# Antiguo hospital general de Dijon
El Hospital General, Hôpital du Saint-Esprit u Hôpital Notre-Dame de la Charité de Dijon es un antiguo hospital y el lugar histórico del actual CHU de Dijon.
Fundado en el siglo XIII por el duque Eudes III de Borgoña, tiene un tejado de tejas vidriadas de Borgoña. Los distintos edificios de este hospital, el más antiguo de Dijon, fueron catalogados o clasificados como monumentos históricos durante el siglo XX. En desuso desde 2015, el recinto es objeto de un proyecto de refuncionalización, para convertirse en la Cité internationale de la gastronomie et du vin (Ciudad internacional de la gastronomía y el vino). 

## Historia
En 1204, el duque Eudes III de Borgoña fundó los Hospicios de Dijon en el suburbio de Ouche, al sur de Dijon, en una isla del Ouche (antes de que se rellenara el río), para evitar la propagación de enfermedades, acoger a los niños abandonados, a los peregrinos y a los transeúntes, y atender a los necesitados y a los enfermos. Confió la administración a las Hospitalarias del Espíritu Santo, fundadas hacia 1180 por Guy de Montpellier para ayudar a «todos los desheredados de la vida».
En el siglo XVI, el alcalde de Dijon y los regidores sustituyeron a los monjes en la gestión de la institución, que se convirtió en el Hospital de Notre-Dame de la Charité y anexó el Hospices Sainte-Anne fundado en 1640 (monasterio de los Bernardinos de Dijon y la iglesia Sainte-Anne de Dijon adyacente).
En el siglo XVII, el hospital se benefició de las medidas adoptadas por el rey Luis XIV para la creación de hospitales generales. El hospital de Notre-Dame de la Charité obtuvo el título de hospital general en 1669 y continuó su expansión.
Durante el siglo XIX el hospital se modernizó y los ancianos se trasladaron al Hospicio Champmaillot en 1911. El 18 de diciembre de 1954, el canónigo Félix Kir (alcalde de Dijon de 1945 a 1968) colocó la primera piedra del nuevo Hospital de Bocage en el distrito universitario de Dijon, al que se trasladaron numerosos servicios. Al ampliarse el nuevo emplazamiento, se redujo el número de departamentos del hospital general. Con la llegada del nuevo bocaje central, el traslado de los últimos servicios, las urgencias y el helicóptero del SAMU se produjo en 2015. El hospital general cierra y el Hospital Universitario de Dijon abandonó este emplazamiento en favor de la futura Cité internationale de la gastronomie et du vin, que abrirá sus puertas a finales de 2021.

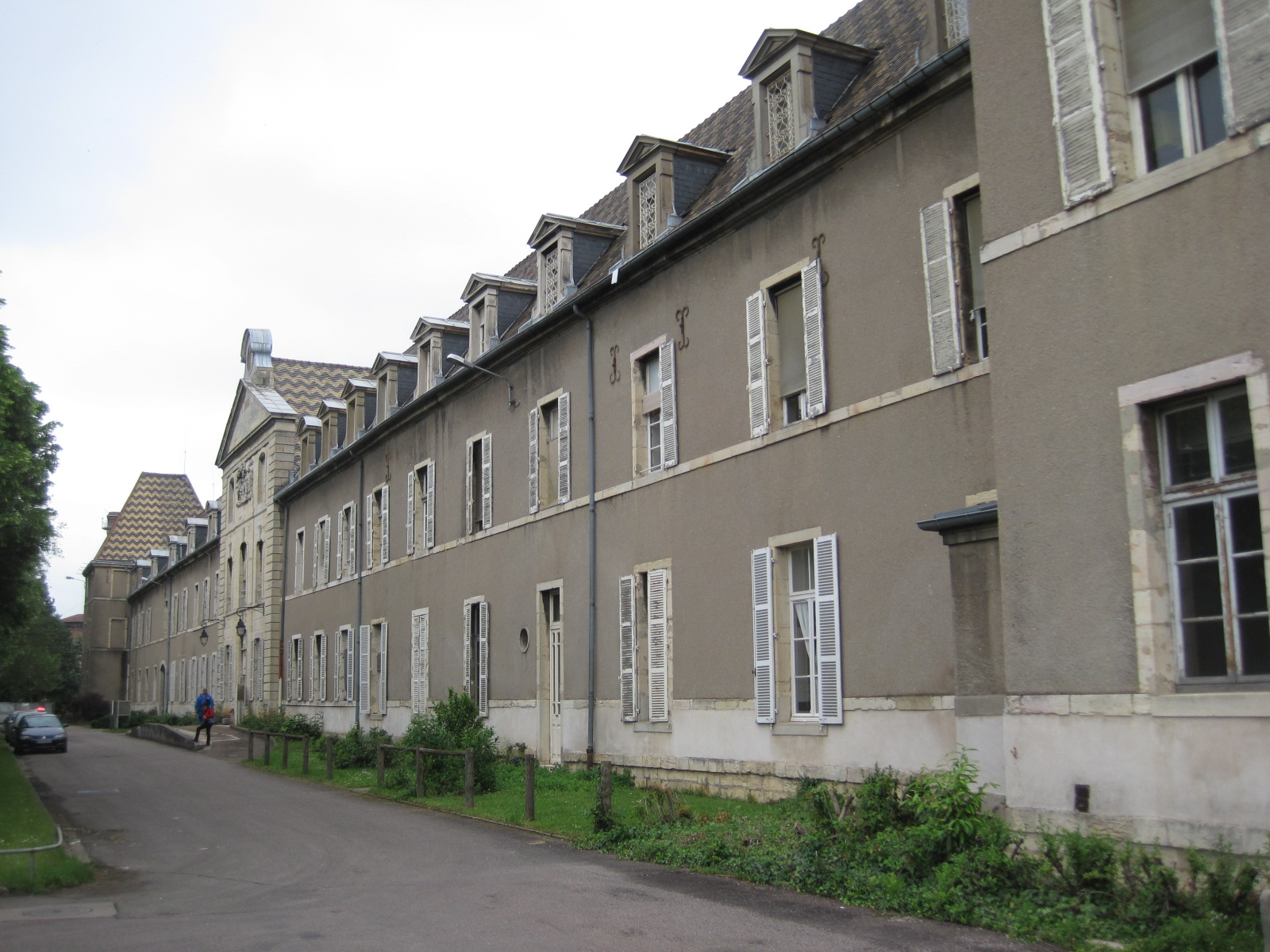
Fachada principal.
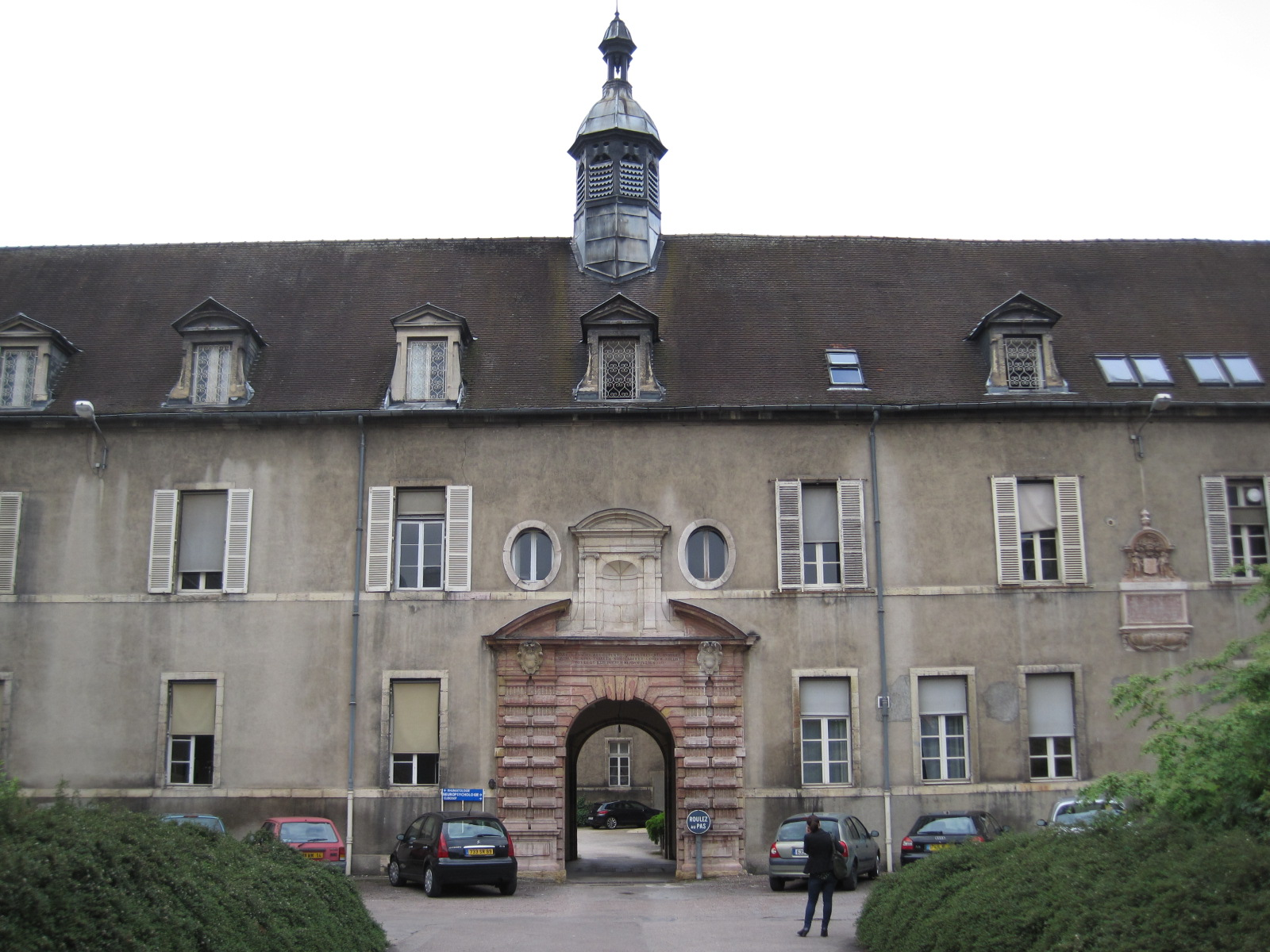
Edificio y puerta de un patio interior.

## Descripción

### Capilla de la Santa Cruz de Jerusalén
En 1454, un religioso del Espíritu Santo, el religioso Simón Albosset, construyó en el lugar la capilla de la Santa Cruz de Jerusalén. Es la antigua capilla del cementerio del hospital del Espíritu Santo, trasladada en el siglo XVII para permitir la ampliación del hospital. La capilla ha sobrevivido para integrarse en los edificios construidos durante esta ampliación.

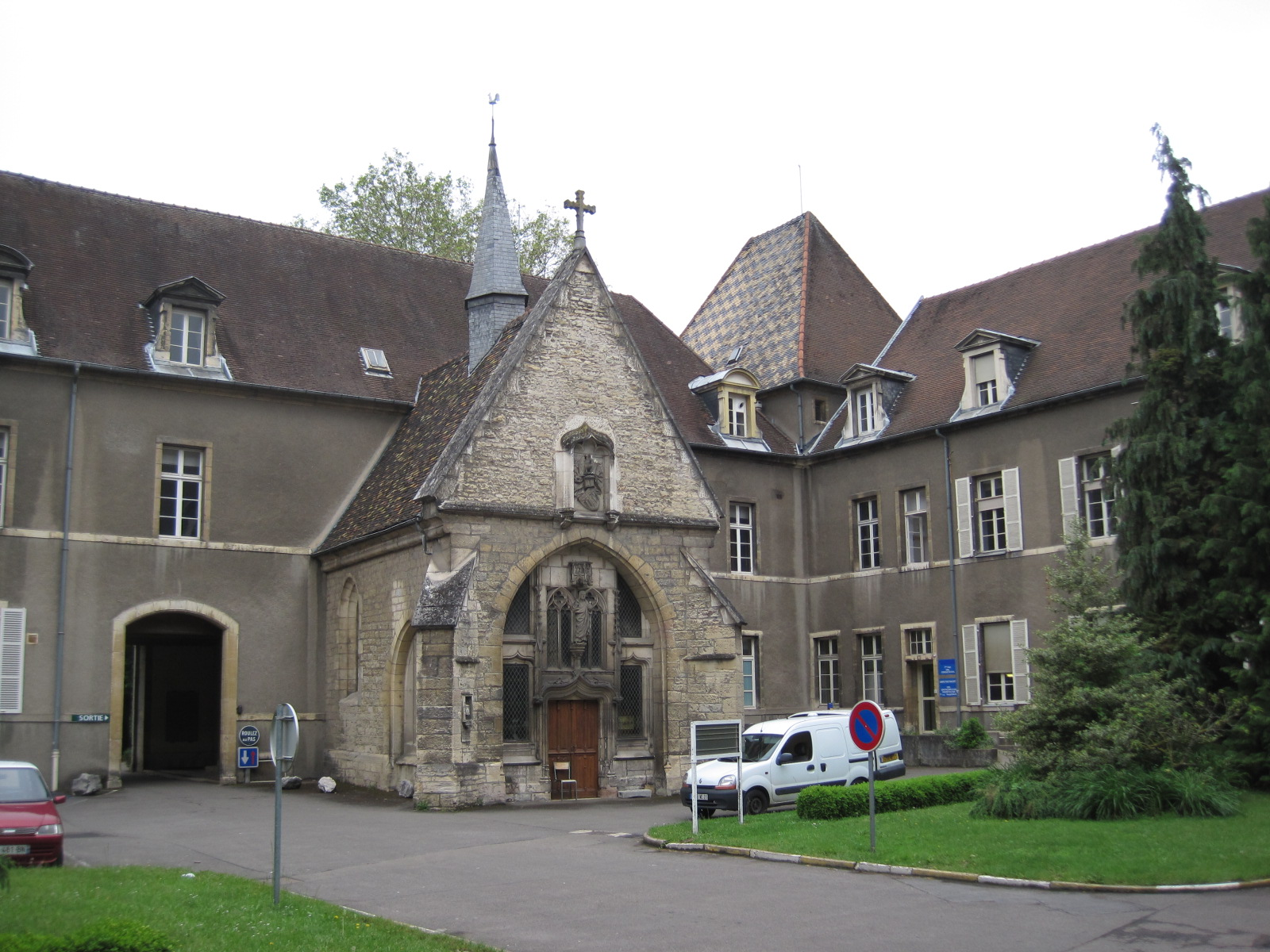
Capilla de la Santa Cruz de Jerusalén.

### La Gran Capilla
La gran capilla del hospital, de 90 m de longitud, fue construida entre 1504 y 1533. Luego se utilizó como sala de recepción para los pacientes.
En 1670, el arquitecto Martin de Noinville (alumno de François Mansart) construyó la fachada de la gran capilla, de estilo clásico, con una estatua de una mujer acompañada de niños titulada Charité sobre la puerta principal. En 1843 se añadió un campanile decorado con dos estatuas que simbolizan la fe y la esperanza.
La capilla fue profanada el 20 de marzo de 2015 durante una misa de ejecución celebrada por el arzobispo de Dijon, Roland Minnerath.

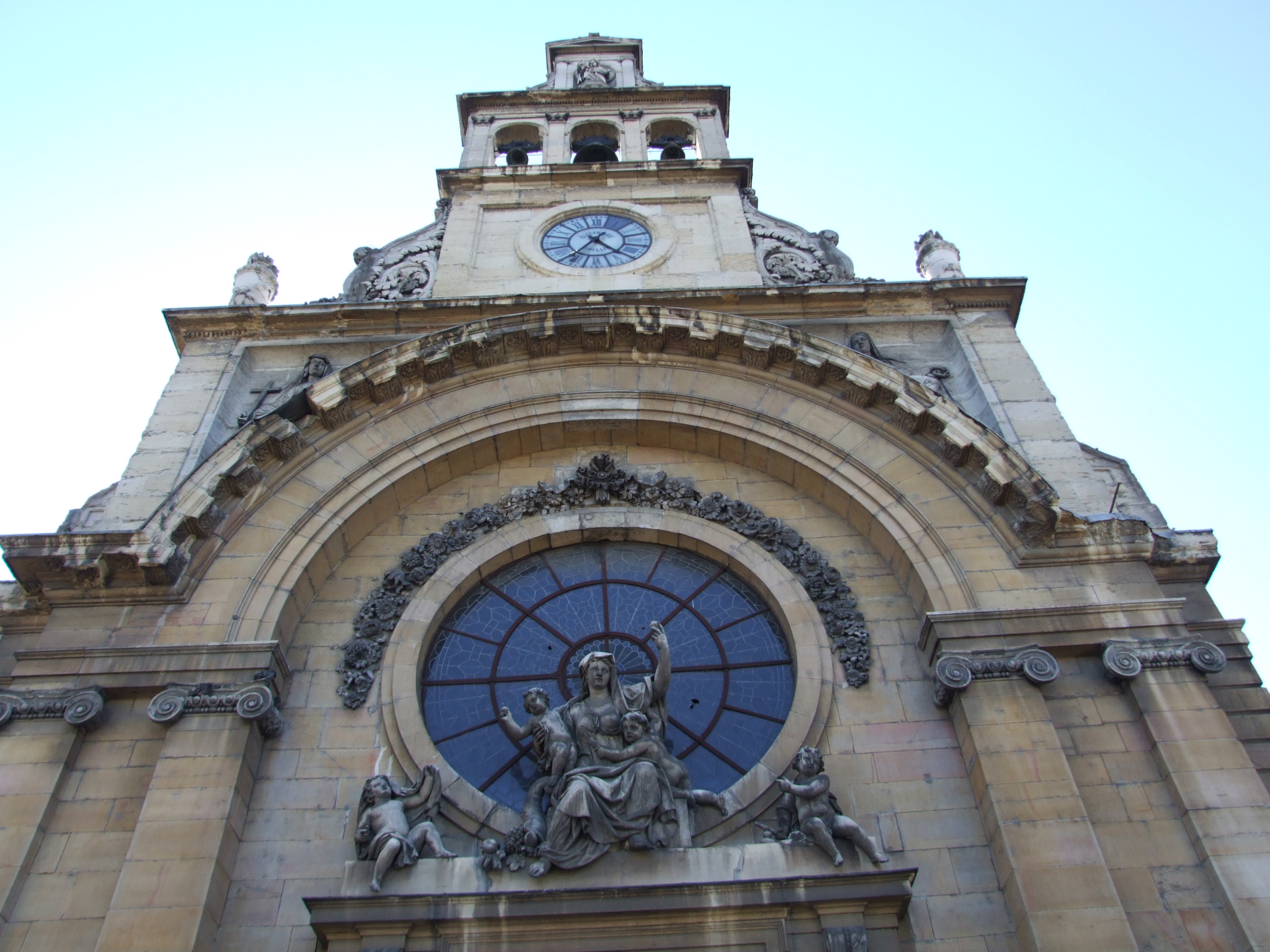
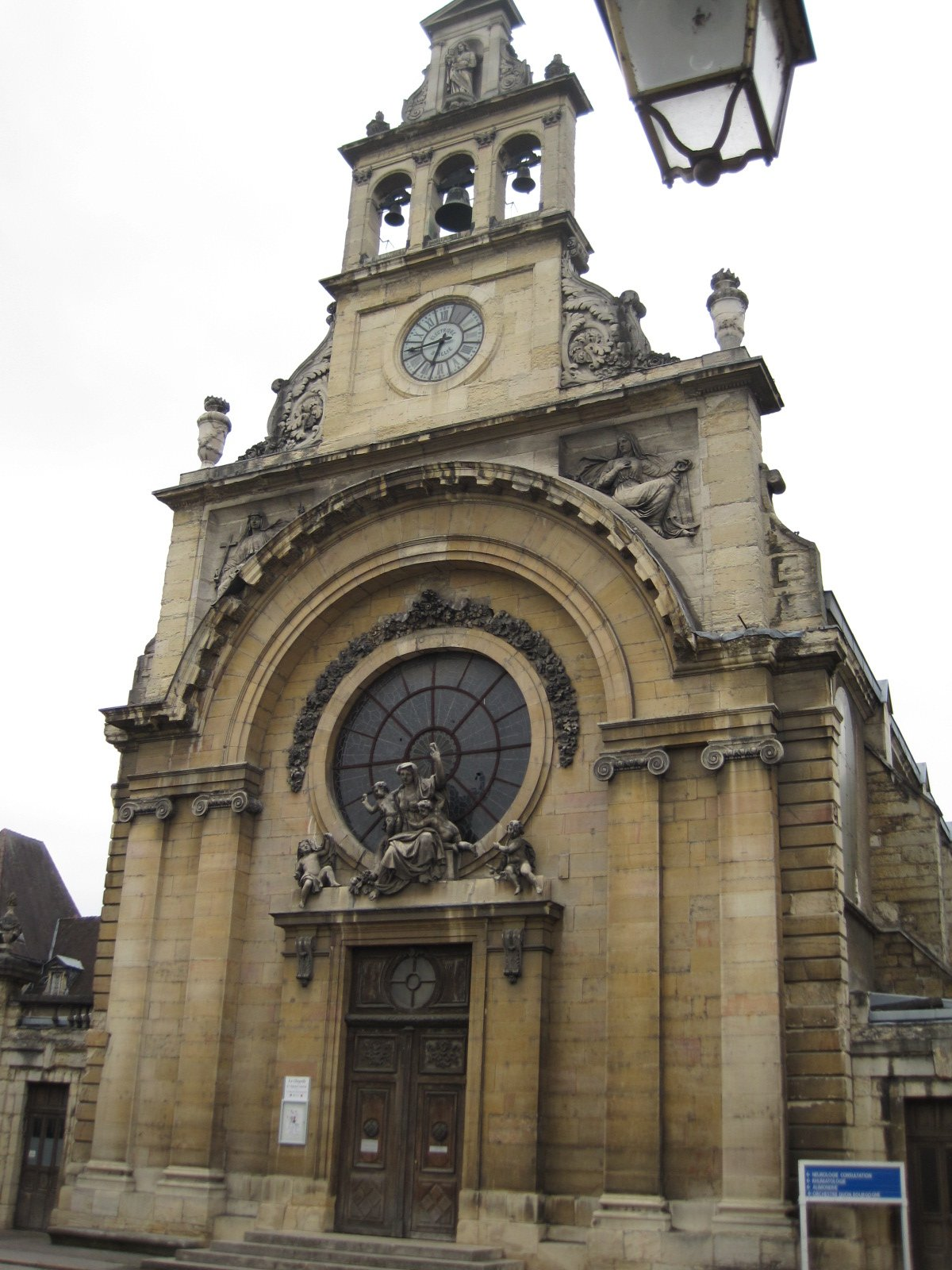
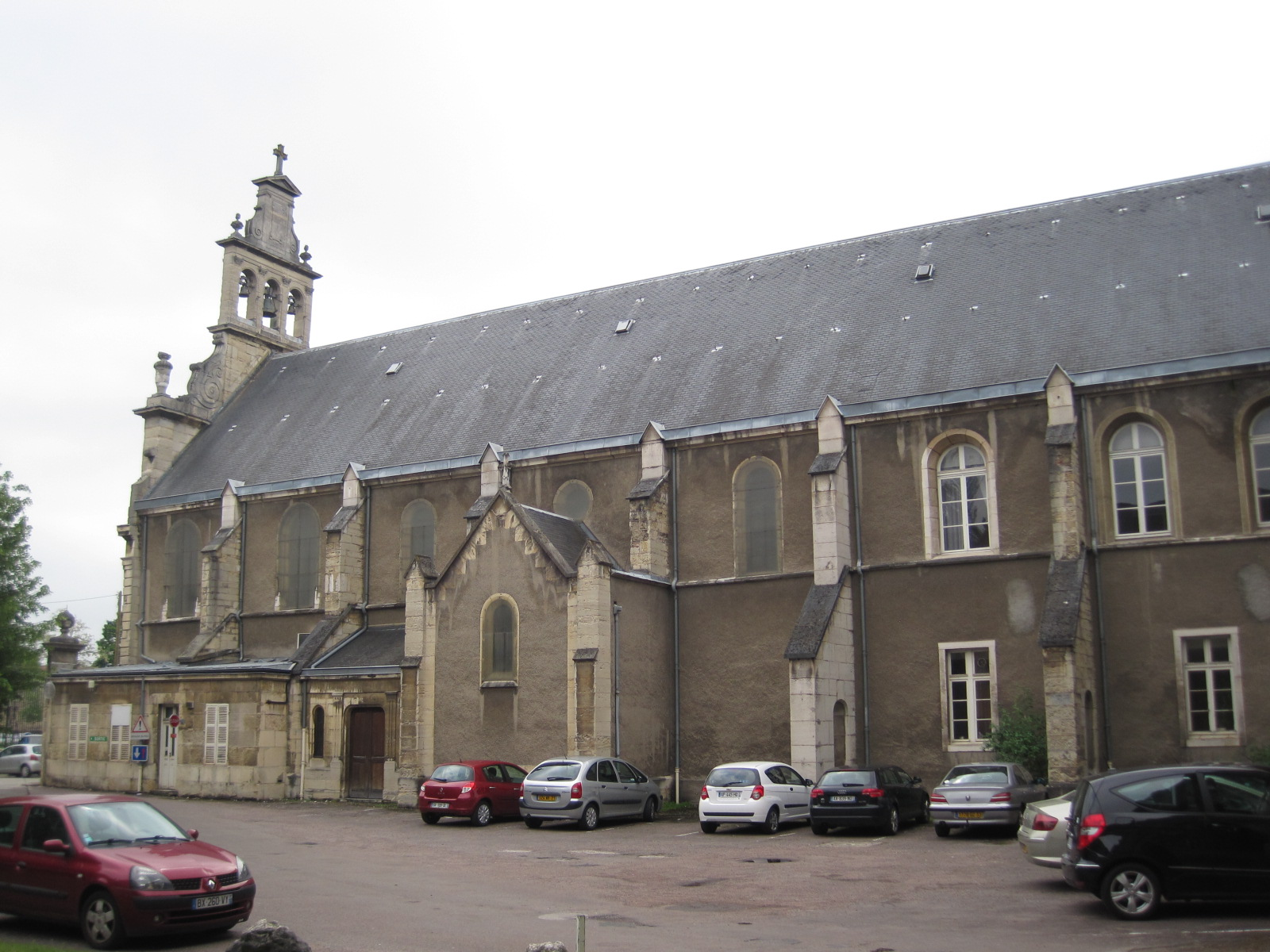
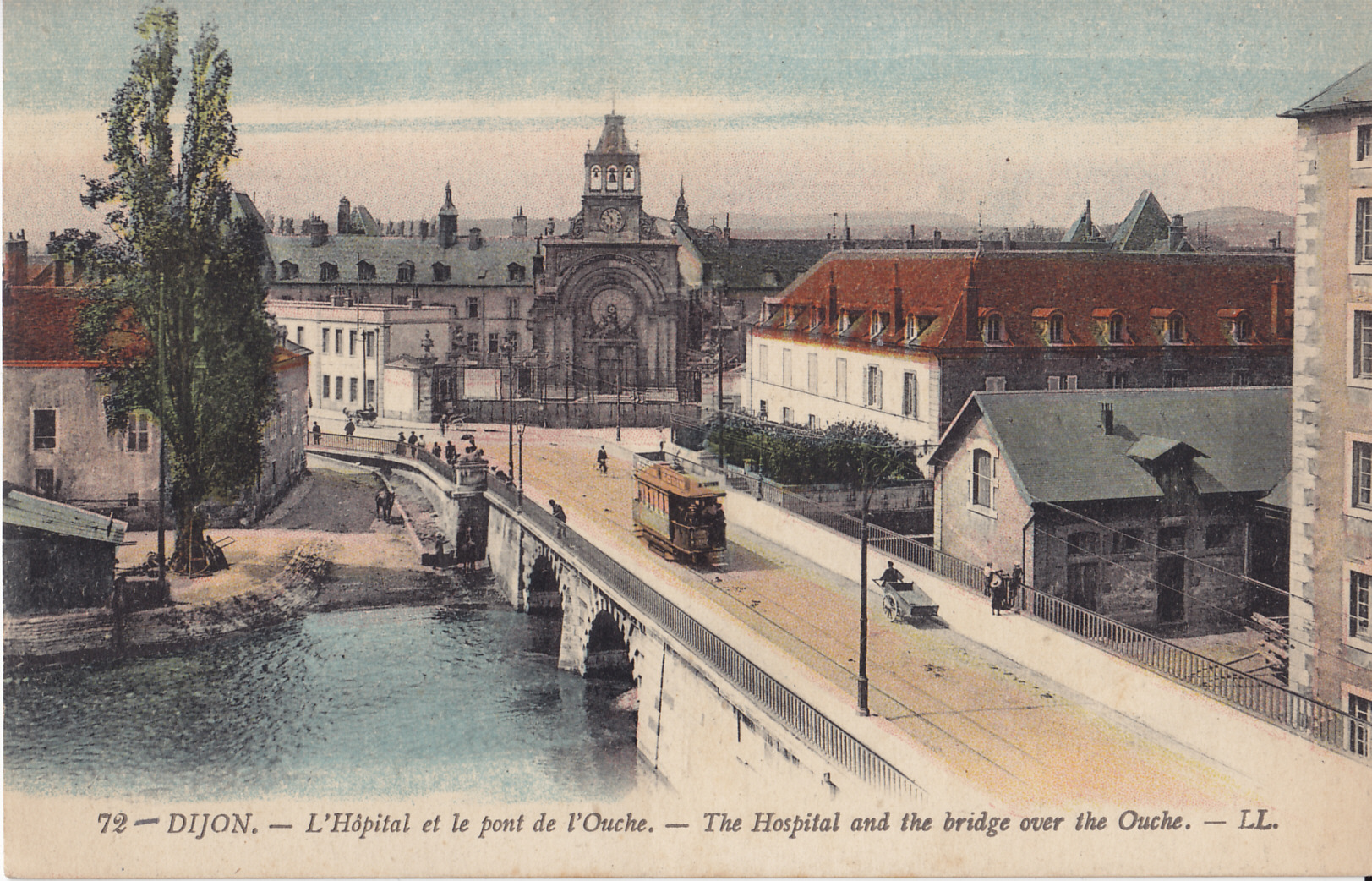

## Botica

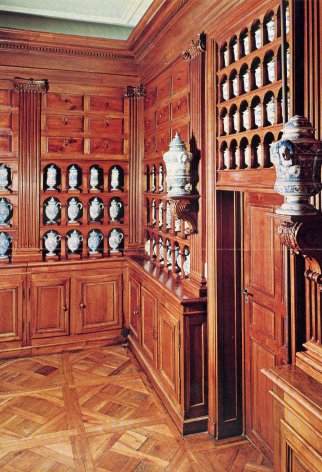
La botica y sus albarelos de fayenza.

En 1644 se estableció allí una botica hospitalaria. Su funcionamiento requirió los boticarios de la ciudad de Dijon y no un personal interno del hospicio. Según los archivos, el 30 de marzo de 1741 se pidió al boticario Piron que sustituyera los recipientes de peltre por albarelos, y se encargó el alfarero de Dijon, François Sigault, de la calle Maison-Rouge, con un coste de 90 libras. Los pintores Pierre Guillaume Duboc (certificado como maestro alfarero en julio de 1751), Nicolas Couplet y Charles Laborey trabajaron en su decoración, de modo que hoy podemos admirar los siguientes objetos clasificados como tales: 46 recipientes chevrettes  y 39 canon, además de cuatro grandes jarrones, entre ellos dos fuentes con influencia de Nevers o incluso de Ruan. 

### Réplica reducida del Pozo de Moisés de la Cartuja de Champmol
En 1508, se realizó una réplica reducida del Pozo de Moisés de la Cartuja de Champmol (necrópolis de los duques de Borgoña) para el cementerio del hospital a orillas del Ouche. 

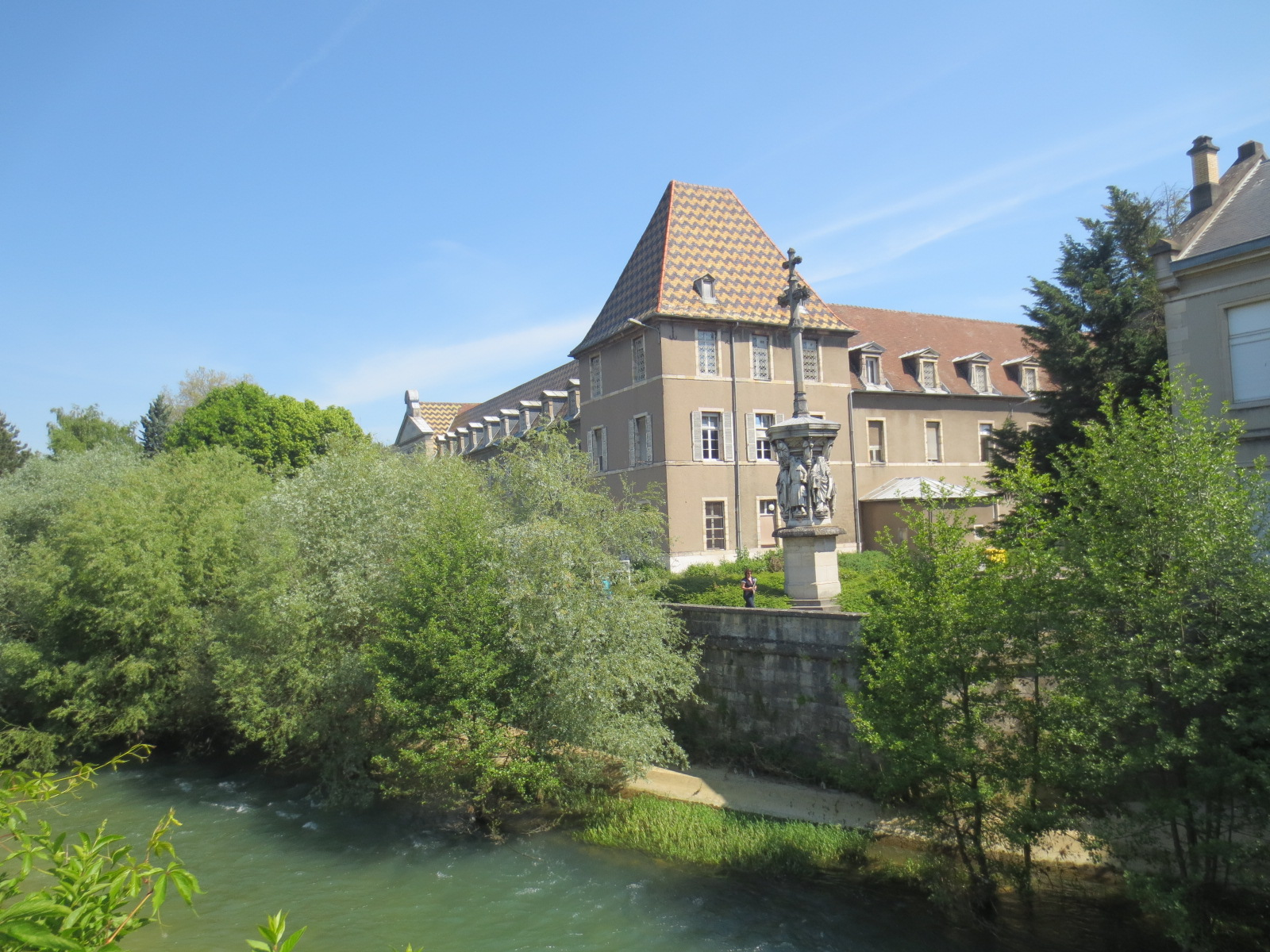
Hospicios y réplica del Pozo de Moisés, vistos desde el río Ouche.
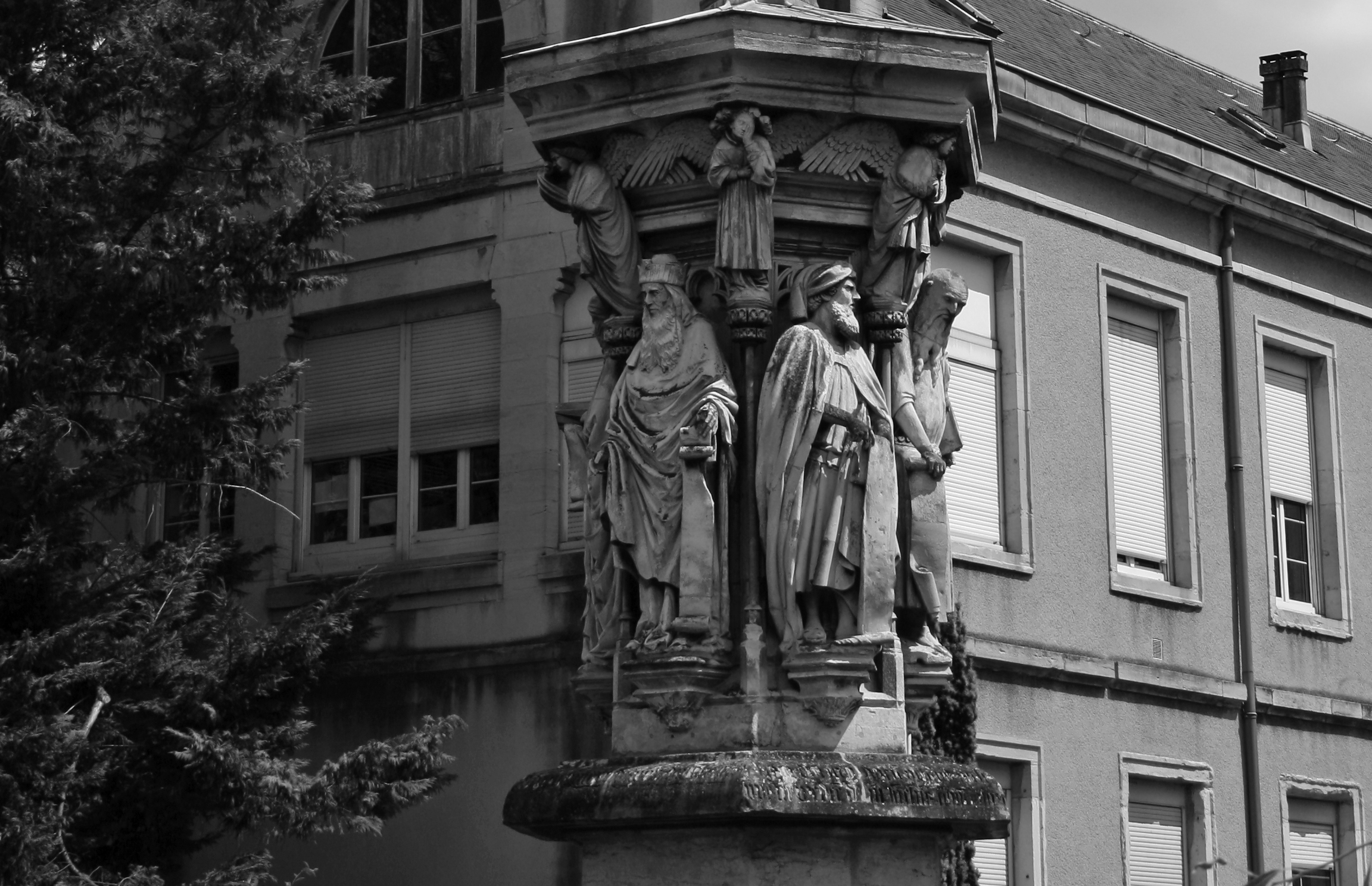
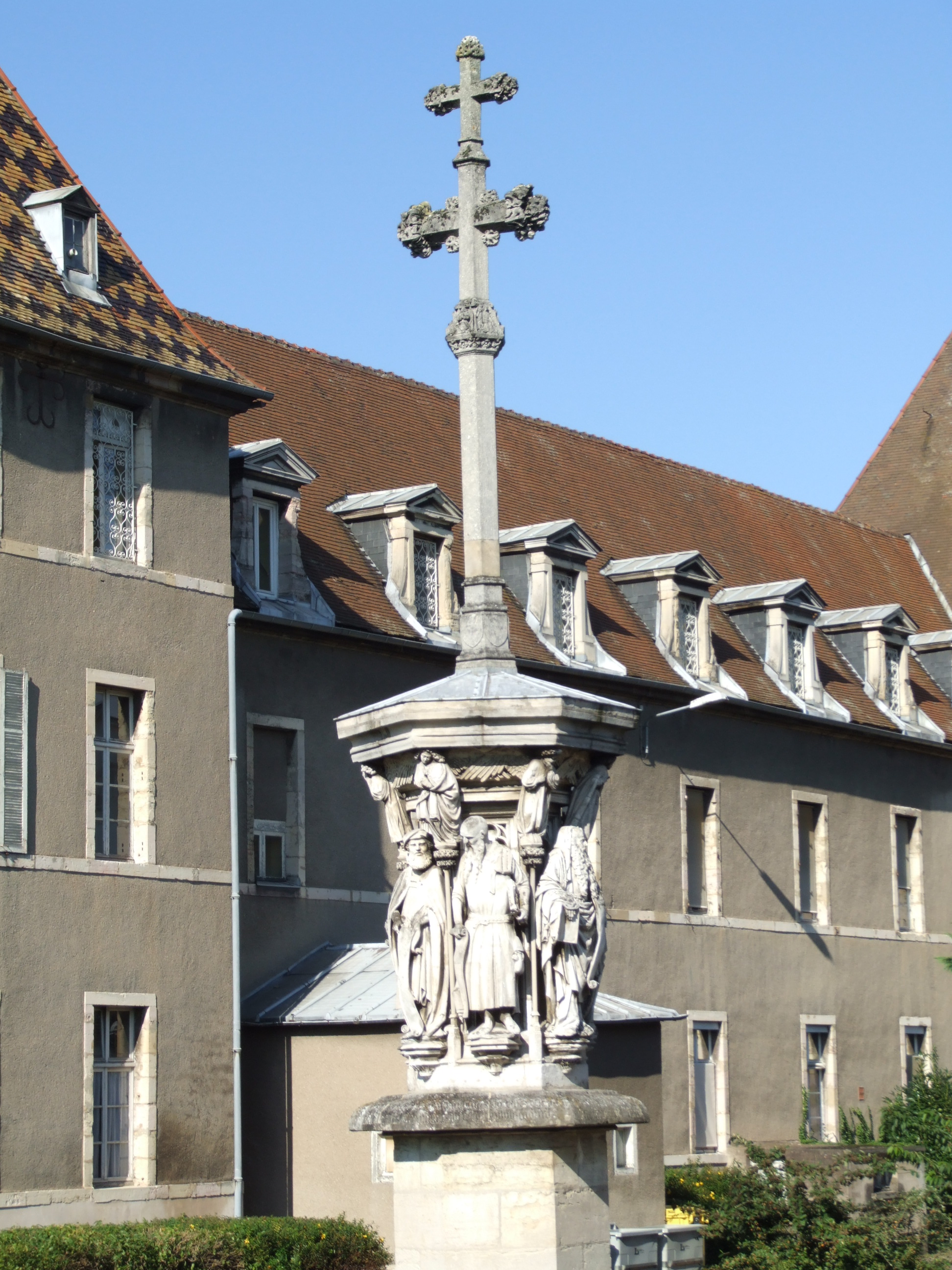
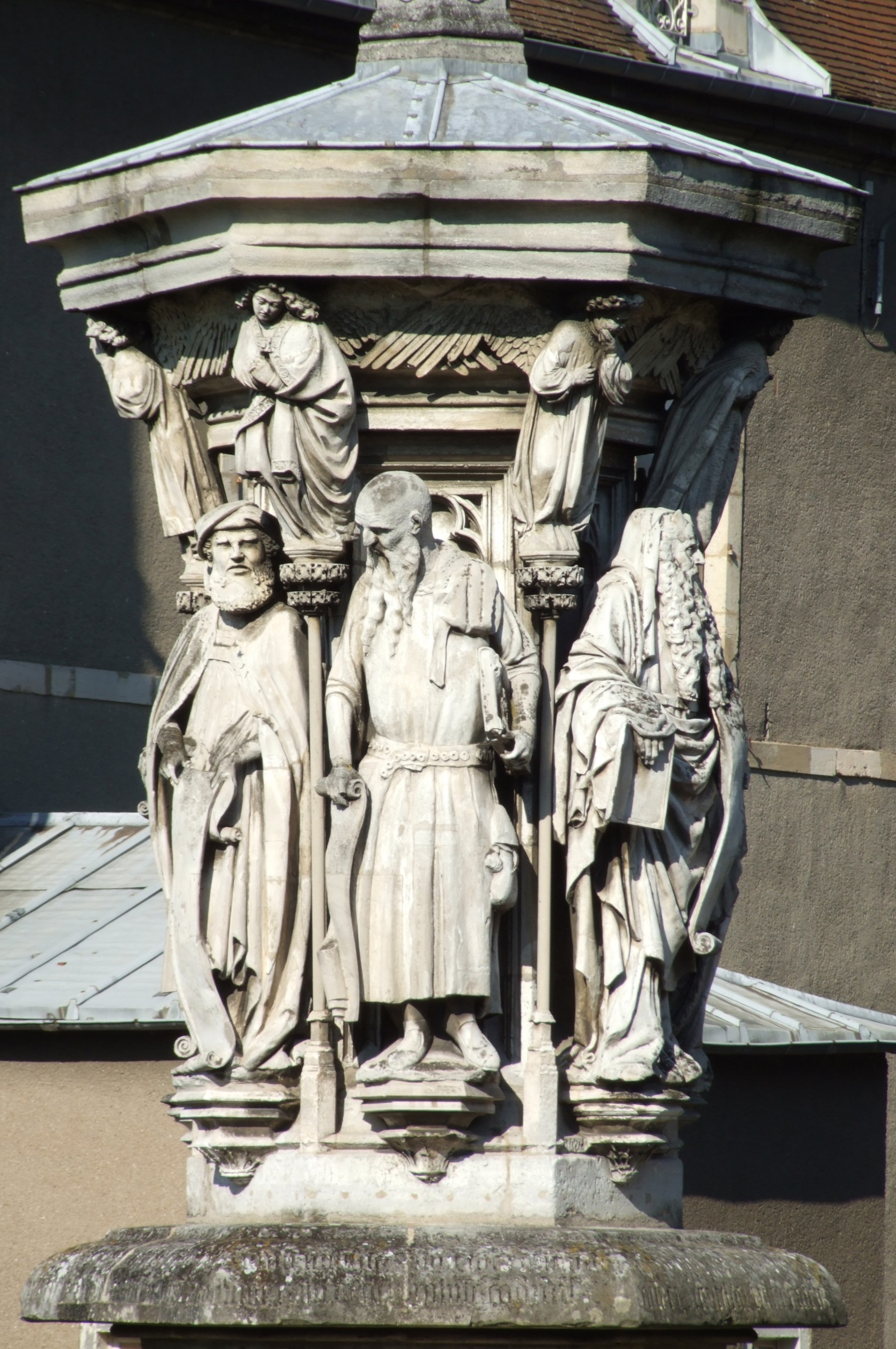
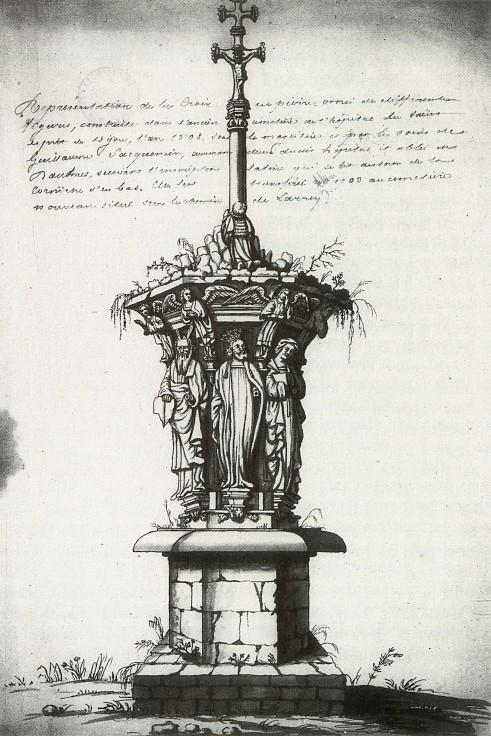

## Bodega

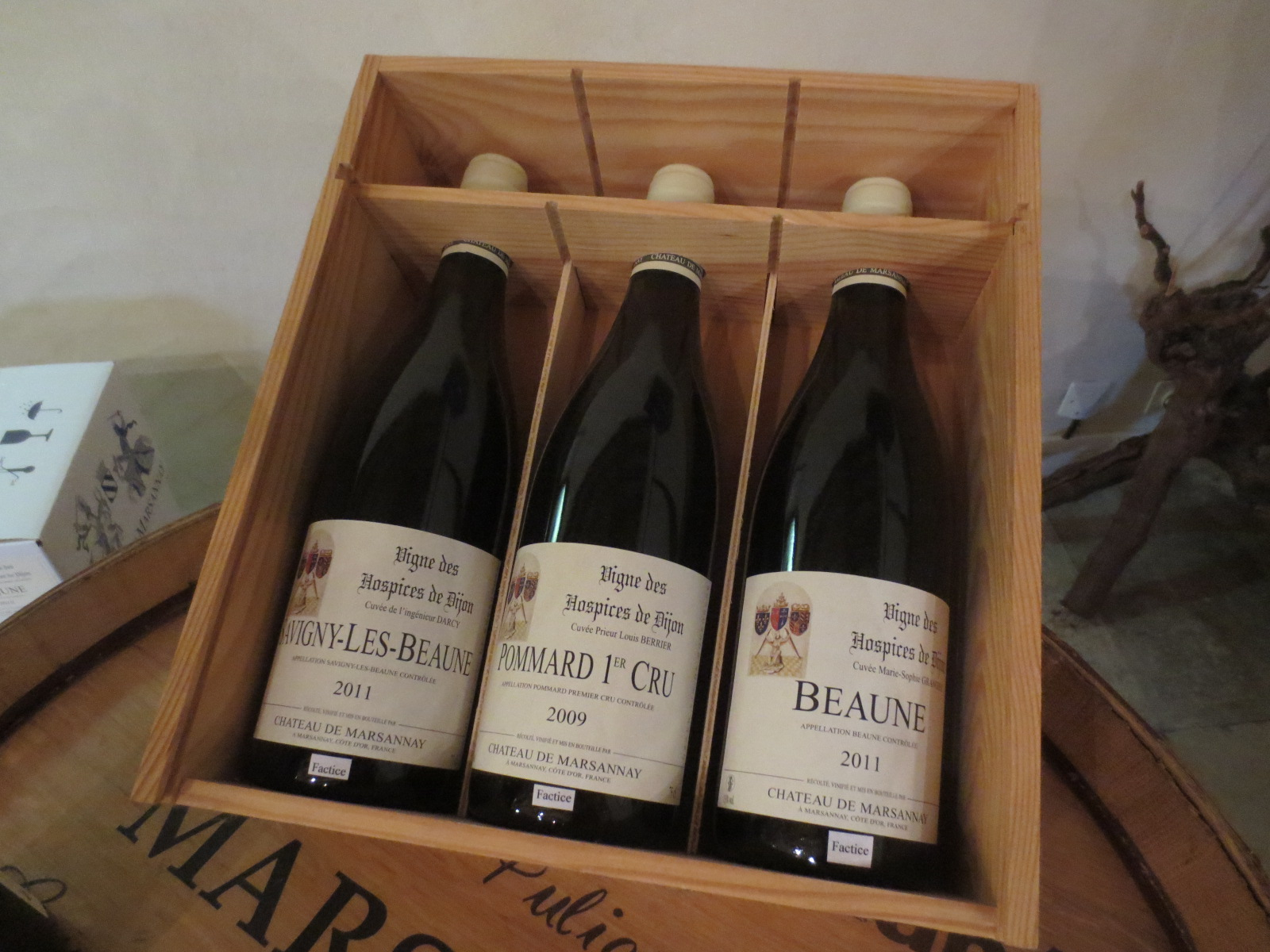
Vinos de Borgoña administrados en arrendamiento por el Château de Marsannay.

A lo largo de sus ocho siglos de existencia, la institución ha recibido donaciones y legados que le han permitido constituir un importante patrimonio vitivinícola (similar a los famosos Hospices de Beaune y los Hospices de Nuits-Saint-Georges). En la actualidad, la CHU posee más de 23 hectáreas de viñedos, de las cuales 7 hectáreas son explotadas por el Château de Marsannay, repartidas entre los viñedos de la Côte de Nuits y la Côte de Beaune de los viñedos de Borgoña, en las comunas de Aloxe-Corton, Beaune, Pernand-Vergelesses, Pommard, Puligny-Montrachet, Savigny-lès-Beaune...

## Protección
El antiguo hospicio se beneficia de múltiples protecciones como monumentos históricos: una clasificación en 1908 para la capilla Sainte-Croix, una inscripción en 1930 para la fachada de la capilla, una inscripción en 1937 para la estatua de la Virgen con el Niño, la estatua de un religioso en piedra, la estatua del diácono en piedra, la antigua copia del Pozo de Moisés, y una inscripción en 2007 para varios elementos de los edificios y estructuras (incluida la botica en su totalidad).

## Cine
Varias escenas del principio de la película Le Repos du guerrier, protagonizada por Brigitte Bardot, se rodaron en Dijon, entre ellas una en el interior del hospital y otra en el exterior.